# Comité spécial du Katanga

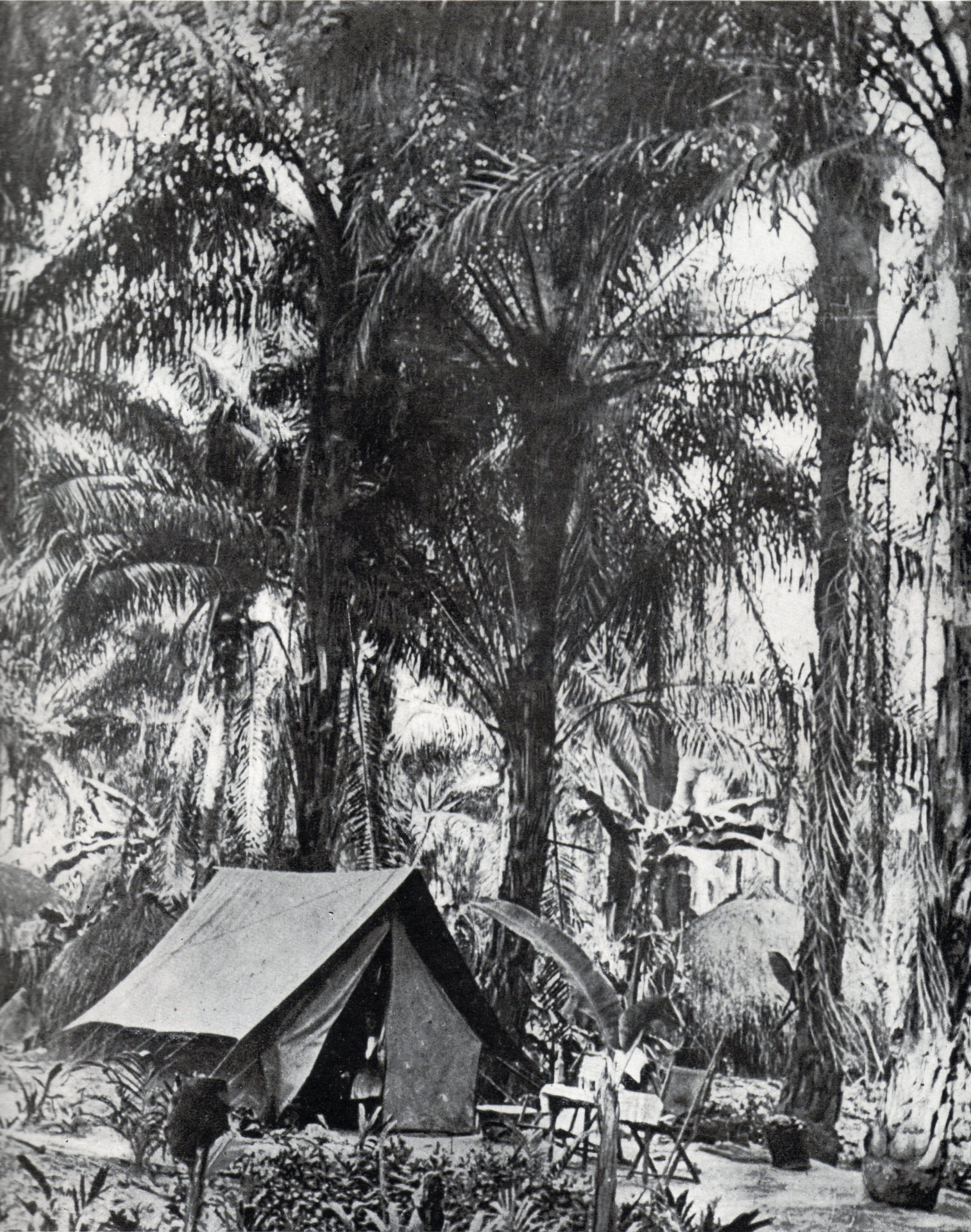
Campement du commandant Léon Tonneau (1863-1919), Directeur du Comité Spécial du Katanga, en tournée d'inspection. Bukama (Katanga) entre 1903 et 1906.

Le comité spécial du Katanga est une organisation parastatale créée en 1900 par l'État indépendant du Congo et la Compagnie du Katanga. Ces derniers vont lui confier leurs biens et le charger de gérer et d’exploiter ces biens. L’objectif du CSK est d’assurer et de diriger l’exploitation de tous les terrains appartenant au domaine de l’État  et à la Compagnie du Katanga. Elle va se dissoudre au moment de l’indépendance qui aura lieu le 30 juin 1960,,,,.

## Contexte historique
Le Comité spécial du Katanga tire son origine d’une autre compagnie préexistante appelée la Compagnie du Katanga. En effet, Au Congo belge, comme dans le reste de l’Afrique, on crée des organismes à charte qui sont des instruments de mise en valeur internationale de l’Afrique. Ces organismes se distinguent de ceux qui existaient déjà, en ce qu’ils ne poursuivent plus aucun objectif politique mais qu’ils poursuivent désormais un but de mise en valeur économique. C’est également le cas de la compagnie de Katanga  instituée par Léopold II en 1891, qui s’est progressivement dessaisie de son rôle politique.
Cette compagnie était constituée d’institutions et en tant que compagnie à charte, elle s’est vu conférée une partie des pouvoirs étatiques et dispose d’un capital, des actionnaires afin de réaliser un maximum de profit. Elle fut fondée au moment où l’État était incapable d’assurer les expéditions par lui-même. Dès sa création, elle se voit attribuer des terres domaniales situées dans le haut Lualaba, le haut Lomami, le Maniema, l’Urna et le Katanga, il  s’agit d’un système d’exploitation dit en damier. « En plus des terres cédées, il bénéficie d’une concession de 99 ans pour l’exploitation du -sol et du sous-sol de son territoire et d’un droit préférentiel de 20 ans éventuel relatif au sous-sol de l’état ».

## Création
Au fur et à mesure du temps, ce système en damier va se révéler peu pratique, le roi Léopold II sera donc conduit à abandonner la Compagnie du Katanga afin de la convertir en Comité  spécial du Katanga qui sera investi de certains droits de puissance publique. C’est ainsi qu’en 1900, une nouvelle convention va être signer entre l’État indépendant du Congo et le compagnie de Katanga pour créer une nouvelle personne morale appelée le Comité spécial du Katanga qui sera chargée de l’exploitation des terres qui appartiennent  à la Compagnie du Katanga d’une part et à l’État d’une autre part. Elle recevra par la suite la personnalité publique, le 6 décembre.

## Missions
Créé pour un terme de 99 ans, le CSK reçoit 45 millions d’hectares avec des droits économique mais aussi d’administration. Pour pouvoir exploiter les richesses de son large domaine, le CSK va signer en 1900-1901 une convention avec Robert Williams et la société britannique TCL. La convention autorise cette dernière à prospecter les régions méridionales du Katanga pendant 5 ans et à exploiter avec le CSK les mines exploitables pour une durée de 30 ans qui se prolongera finalement à une durée de 89 ans,,,.
Le 8 décembre 1900, une convention fut conclue entre le Comité spécial du Katanga et Sir Robert Williams en vertu de laquelle la ou les sociétés minières à créer pour l’exploitation des gisements découverts par l’association C.S.K. – Sir Robert Williams devaient voir leur capital souscrit moitié par le C.S.K., moitié par Sir Robert Williams. Les avantages résultant de ces entreprises profiteraient à concurrence de 60 % au Comité spécial du Katanga et de 40 % à Sir Robert Williams, lequel fit d’ailleurs bientôt apport de ses droits à la Tanganyika Concessions Limited.
L’objectif du CSK qui était plutôt une association qu’une société commerciale proprement dite, était de diriger l’exploitation de toutes les terres qui appartenaient à l’État d’une part et a la compagnie du Katanga d’autre part. Les bénéfices étaient répartis comme suit : 2/3 pour l’État du Congo et 1/3 pour la Compagnie du Katanga. L’État se réservait la faculté de reconnaître la convention pour une période identique et dans les mêmes conditions. Il n’y avait aucune discussion sur une potentielle dissolution anticipée du CSK. Cependant, les statuts précisaient qu’à l’expiration de la Convention, le comité devrait répartir les avoirs et les terres non aliénés comme suit :  2/3 à l’État et 1/3 à la Compagnie du Katanga.

## Évolution

### Les premières années
L’année de la création du Comité spécial du Katanga, un arrêté du 8 décembre 1900 donne la possibilité au Représentant du CSK d’exercer l’autorité publique.
À la même date, Robert Williams et la société britannique TLC signent une convention avec le Comité. Celle-ci a pour but d’autoriser l’entreprise à prospecter les régions méridionales du Katanga pendant 5 ans et exploiter les mines trouvées avec le CSK pendant 30 ans. Ce mandat va se prolonger pour une durée de 89 ans.
Le 6 décembre de la même année, le CSK reçoit la délégation pour exercer l’autorité de l’État dans l’état dans les territoires du Katanga. Concrètement cela voulait dire que le Comité avait le droit de gérer le territoire katangais directement ou par le biais de sociétés concessionnaires.
En 1902, le Comité spécial du Katanga crée la Compagnie de chemin de fer du Katanga. Cela a été fait avec un capital de 1 000 000 francs. Elle est créée par Robert Williams en partenariat avec l’État indépendant du Congo. L’État indépendant du Congo détenait 24 000 actions et Robert Williams 1600 actions. Le but de cette compagnie est de construire des liaisons ferroviaires vers les régions de la Rhodésie, de Sakania à Elisabethville-Bukama-Kamina-Luluabourg-Port Franqui.
En 1906, grâce à un compromis entre EINC, la Compagnie du Katanga, TLC, le Comité spécial du Katanga et la Société générale de Belgique, se crée l’Union minière du Haut Katanga. La création de cette union met fin à l’exploitation directe des mines du CSK. L’objectif de cette Union était triple :
1. la mise en valeur et l’exploitation des mines de toute nature et spécialement des gisements du Katanga, dont la concession est obtenue pour 99 ans ;
2. créer au Katanga des établissements de commerce et d’industrie ;
3. créer toutes entreprises coloniales, agricoles ou industrielles telles que les routes, les chemins de fer qui lui sembleront nécessaires pour le développement économique du Katanga[11].

### Le Comité spécial du  Katanga sous le Congo belge
Après que le Congo soit annexé à la Belgique et qu’il devienne une colonie en 1908, de nombreux questionnements commencent à se faire entendre quant au statut du Comité. Le 18 octobre 1908, l’article 22 prend place dans la Charte coloniale : « Le pouvoir exécutif ne peut déléguer l’exercice de ses droits qu’aux personnes et aux corps constitués qui lui sont hiérarchiquement subordonnés. Toutefois, la délégation consentie par l’État indépendant du Congo au Comité spécial du Katanga restera valable jusqu’au 1912, à moins qu’un décret n’y mette fin avant cette date ». Après de nombreux débats, concernant l’existence du Comité, un décret du 22 mars 1910 fixe la date de la fin des délégations au 1er septembre 1910.
Désormais, elle est déchargée de l’administration du territoire. Le CSK ne s’occupe plus que du patrimoine et de la Compagnie du Katanga.
À partir de 1910, le Comité rend ses compétences d’administration locale aux gouverneurs de la province du Katanga.
Le 24 janvier 1919, au lendemain de la guerre, le Comité tient une réunion à Bruxelles pendant laquelle Hubert Droogmans fait les éloges de l’un des représentants du CSK décédé, Albert Thys. Après la 1re guerre mondiale, le Comité spécial multiplie ses services : service de géographie et de géologie, service forestier, service agricole, service de la colonisation (1923) et service vétérinaire (1924). Le service géographique et géologique est géré par le représentant de l’époque, Hubert Droogmans, le Roi Albert I et des administrateurs de la Compagnie du Katanga.
En 1933, le CSK reçoit la tache de promouvoir le Katanga en faisant des activités se rattachant à la colonisation, agriculture, commerce et mines.
Pendant la 2e guerre mondiale, la place du Katanga et plus précisément celle du CSK et de L’union minière furent primordiales dans la victoire des Alliés car elles fournissaient les matières premières (cuivre, cobalt, étain, etc.) aux Américains et aux Anglais.
Après la 2e guerre mondiale, un autre service voit le jour au sein du CSK : le services d’étude et de travaux.
À l’indépendance de la République démocratique du Congo, le gouvernement décide de dissoudre le Comité spécial du Katanga.

## Structure
Le Comité était formé de six membres : quatre d’entre eux étaient choisis par l’État et les deux autres par la Compagnie du Katanga. L’État a fait le choix de quatre fonctionnaires de ses départements : Hubert Droogmans qui assurera la présidence avec une voix prépondérante. Il créera les premières cartes du Katanga. Les autres représentants choisis par l’État sont Nicolas Arnold, directeur du service de l’agriculture, des domaines et de la comptabilité centrale, Emile de Keyzer et Raymond Lombard, directeurs au sein des Départements. Le choix de la Compagnie du Katanga s’est porté sur Major Ernest Cambier, fondateur de Karéma, chef de la brigade d’études du chemin de fer de Matadi au Stanley-Pool et l’explorateur Alexandre Delcommune le plus ancien des coloniaux belges, le chef de la première expédition de la Compagnie du Katanga.
Le comité était aussi composé d’un corps de police formé par le décret du 2 septembre 1900, dont le commandant était nommé par le Roi et des officiers et sous-officiers commissionnés par le gouverneur-général sur proposition du Comité.